# 莫利亚诺
莫利亚诺（義大利語：Mogliano），是意大利马切拉塔省的一个市镇。总面积29平方公里，人口4947人，人口密度170.6人/平方公里（2009年）。ISTAT代码为043025。